# Arnobio
Arnobio (in latino Arnobius, noto anche come Arnobio il vecchio o come Arnobio di Sicca; Sicca Veneria, 255 – 327) è stato un retore e apologista cristiano del IV secolo.

## Biografia
Le scarse notizie biografiche provengono da san Girolamo, che afferma che Arnobio fu un retore pagano di Sicca Veneria, nell'Africa proconsolare, che avrebbe avuto per discepolo Lattanzio e avrebbe anche scritto contro la dottrina cristiana. Convertitosi alla fine del III secolo grazie a un sogno, chiese di ricevere il battesimo per poter far parte della comunità cristiana; allo scopo di superare i dubbi del suo vescovo sulla sincerità della conversione scrisse, dopo la fine del regno di Diocleziano (284 - 305) e prima dell'Editto di Milano (313), un'opera apologetica in sette libri, Adversus gentes, intitolata poi Adversus nationes, nel manoscritto più antico pervenutoci nel IX secolo.
Scritti per lettori ignari dei contenuti della fede cristiana, con lo stile del retore, letterario e ampolloso ma anche, quando occorre, ironico e realistico, i libri I e II espongono la divinità della figura di Cristo e della religione cristiana - che egli considera in accordo con le teorie dei migliori filosofi pagani, rilevando tendenze cristiane già in Platone - trattano una teoria dell'anima e ribattono le accuse dei pagani al cristianesimo di essere responsabile delle tragedie che colpiscono l'umanità; i libri III, IV e V attaccano la mitologia pagana, considerata contraddittoria e immorale, riportando preziose notizie su templi, riti e idoli; i libri VI e VII difendono i cristiani dalle accuse di empietà.
Scarsi sono i riferimenti al Nuovo Testamento e sembra sorprendente la mancanza di citazioni dall'Antico Testamento del quale non riconoscerebbe i presupposti al Nuovo; del resto, la sua concezione del Dio cristiano è del tutto estranea alla visione ebraica: deriva dall'epicureismo l'inaccessibilità indifferente fra esso, Deus summus, e tutte le altre creature, compresi gli altri dei, che per Arnobio esistono realmente ma sono subordinati al Deus princeps.
Una derivazione gnostico - platonica si nota nella sua concezione dell'anima, materiale e creata da un demiurgo : l'uomo è un essere cieco che non conosce se stesso ma la convinzione dell'esistenza del divino è innata nell'anima, malgrado la sua materialità perché la rivelazione lo ha reso partecipe della sapienza divina, ed essa può pertanto raggiungere l'immortalità attraverso la grazia di Dio, mentre le anime dei dannati si dissolvono tra le fiamme dell'inferno.
Si critica comunemente Arnobio per il suo non essere un autentico cristiano, dato che si formò in un ambiente pagano; in realtà il cristianesimo, allora e come avverrà nei secoli successivi, era in una fase di evoluzione teologica che poteva svilupparsi solo utilizzando, adattate in parte, concezioni della cultura dominante, né esisteva un'ortodossia cristiana, per la mancanza di un'autorità unica riconosciuta che decidesse della legittimità delle varie interpretazioni dottrinali. Quello di Arnobio è dunque il cristianesimo di un erudito del III secolo, con una cultura necessariamente non cristiana, ma gnostica, platonica, stoica; il suo è, sostanzialmente, uno dei cristianesimi possibili nel suo tempo.

## Nella letteratura
- Viene citato anche da Leonardo Sciascia nel romanzo Candido, ovvero un sogno fatto in Sicilia del 1977.